# 汉堡北区
汉堡北区（德語：Hamburg-Nord），德国汉堡市的一个区，总面积57.5平方公里，总人口29 4622 (2011年12月31日)。
汉堡北区北临石勒苏益格-荷尔斯泰因州，东邻万茨贝克区，南邻汉堡中区，西邻阿尔托纳区。